# Nicolas Dalla Valle
Nicolas Dalla Valle (Cittadella, 13 september 1997) is een Italiaans wielrenner die als beroepsrenner uitkwam voor Team Corratec. Dalla Valle debuteerde in 2023 met een laatste plaats in het eindklassement van de Ronde van Italië.

## Overwinningen
2022
1e etappe Ronde van Szeklerland
5e etappe Ronde van Szeklerland
puntenklassement Ronde van Szeklerland
2023
4e etappe Ronde van Hainan
Puntenklassement Ronde van Hainan

## Resultaten in voornaamste wedstrijden
| Jaar | Ronde van Italië | Ronde van Frankrijk | Ronde van Spanje |
| ---- | ---------------- | ------------------- | ---------------- |
| 2023 | 125e (laatste)   |                     |                  |

## Ploegen
2019 –  Tirol KTM Cycling Team
2019 –  UAE Team Emirates (stagiair vanaf 1-8)
2020 –  Bardiani CSF Faizanè
2021 –  Bardiani CSF Faizanè
2022 –  Giotti Victoria-Savini Due
2023 –  Team Corratec
Amella · Baldaccini · Barać · Conti · Dalla Valle · Gandin · Iacchi · Konychev · Masotto · Murgano · Olivero · Ponomar (vanaf 10/8) · Quarterman · Quartucci · Stojnić · Stöckli · Tivani · Vacek · van Empel · Viviani · Zambelli · Darbellay (stagiair) · Debons (stagiair) · Tsarenko (stagiair)